# Distrito de Sant Ravidas Nagar
Sant Ravidas Nagar (en hindi; संत रविदास नगर ज़िला, urdu; سنت روی داس نگر ضلع) es un distrito de India en el estado de Uttar Pradesh. Código ISO: IN.UP.SR.
Comprende una superficie de 960 km².
El centro administrativo es la ciudad de Gyanpur.

## Demografía
Según censo 2011 contaba con una población total de 1 554 203 habitantes.